# امینم تقدیم می‌کند: ری-آپ
امینم تقدیم می‌کند: ری-آپ (به انگلیسی: Eminem Presents: The Re-Up) یک آلبوم گردآوری‌شده اجرا شده توسط هنرمندان مختلف شرکت ناشر آمریکایی شیدی رکوردز است. این آلبوم توسط امینم، دی۱۲، فیفتی سنت، اوبی ترایس و با حضور هنرمندان مهمان مانند لوید بنکس، ایکان، نیت داگ ضبط شده‌است. آلبوم در رتبه ۲ در جدول فروش موسیقی بیلبورد ۲۰۰ ایالات متحده قرار گرفت و بیش از یک میلیون نسخه در ایالت متحده به فروش رساند و گواهی‌نامه پلاتین را از انجمن صنعت ضبط موسیقی ایالات متحده آمریکا دریافت کرد.
این آلبوم در چارت‌های اسکاتلند، نیوزلند، در رتبه اول و در چارت‌های، سوئیس، آمریکا جزو ده آلبوم اول قرار گرفت.